# あ〜る・こが
あ〜る・こがは、日本の男性漫画家。千葉県出身。主に成年向け漫画雑誌で活動している。

## 来歴
学生時代に同人活動を開始し、1986年に日本出版社『ペパーミントCOMIC Vol.10』にて古賀有勲（こかあるくん）名義で成年向け商業誌デビュー。その後、1987年に『ペパーミントCOMIC Vol.16』にてR・古賀勲に名義変更し、会社員として働きながら単行本を一冊出版。当時の絵柄はまつもと泉「きまぐれオレンジ☆ロード」やあさりよしとおの影響を強く受けており、頭身は低くとも現在の低年齢キャラの面影はなかった。
1995年に同人活動を一旦停止。1996年に会社を退職。同年、きもと稲葉名義にて「Final Ties」で一般向け商業誌デビュー。1997年から同人活動を再開し、1998年に「あ〜る・こが」として成年向け商業誌に再デビュー。 2015年現在、三和出版『コミック・マショウ』、ティーアイネット『BUSTER COMIC』にて連載を持つ。
同人活動については、休止前、再開後共に自身が主催する同人サークル「テニーレ隊」で行っている。
永山薫は『エロマンガ・スタディーズ』で、あ〜る・こがの『すべすべ -放課後H倶楽部-』を、絵と物語性が初期ロリコン漫画のスタイルを継承していると評した。

## 作品リスト

### 単行本
成人向け作品
- 『Kagekiな放課後勉強会』 日本出版社 <アップル・コミックス> 1988年8月 ISBN 978-4-8904-8214-6 ※R・古賀勲名義
- 『つるつる -無毛恥帯-』 富士美出版 <富士美コミックス> 2001年1月 ISBN 978-4-8942-1407-1
- 『すべすべ -放課後H倶楽部-』 富士美出版 <富士美コミックス> 2001年8月 ISBN 978-4-8942-1429-3
- 『サンプル ミィ プリーズ』 茜新社 <TENMAコミックス> 2002年4月 ISBN 978-4-8718-2494-1
- 『きつきつ』 富士美出版 <富士美コミックス> 2002年6月 ISBN 978-4-8942-1475-0
- 『育ちかけ』 茜新社 <TENMAコミックス> 2002年12月 ISBN 978-4-8718-2543-6
- 『部分的大人化計画』 富士美出版 <富士美コミックス> 2003年4月 ISBN 978-4-8942-1515-3
- 『立ち入り禁止のえっち基地』三和出版 <サンワコミックス> 2004年5月 ISBN 978-4-8835-6246-6
- 『ちっちゃいけどぬるぬる』 茜新社 <TENMAコミックス> 2004年11月 ISBN 978-4-8718-2711-9
- 『少女病棟』 富士美出版 <富士美コミックス> 2004年12月 ISBN 978-4-8942-1596-2
- 『樅の家 -もみのいえ-』 オークス <夢雅COMICS> 2005年5月 ISBN 978-4-8610-5236-1
- 『炉娘萌 -ろこも-』 三和出版 <サンワコミックス> 2006年1月 ISBN 978-4-8835-6339-5
- 『妻ってよんで』 富士美出版 <富士美コミックス> 2006年5月 ISBN 978-4-8942-1671-6
- 『ぴんくの薄膜』 松文館 <別冊エースファイブコミックス> 2007年2月 ISBN 978-4-7901-1878-7
- 『聖女の泉』 蒼竜社 <プラザCOMIX DEEP> 2007年8月 ISBN 978-4-8838-6330-3
- 『幼い愛液（みつ）』 オークス <XO comics> 2008年9月 ISBN 978-4-8610-5610-9
- 『つくみみ』 オークス <XO comics> 2009年4月 ISBN 978-4-8610-5737-3
- 『愛玩少女』 久保書店 <ワールドコミックススペシャル> 2009年10月 ISBN 978-4-7659-3437-4
- 『いのせんと☆せっくす』 三和出版 <サンワコミックス> 2010年5月 ISBN 978-4-8835-6436-1
- 『つくみみ 2』 オークス <XO comics> 2010年7月 ISBN 978-4-8610-5978-0
- 『小悪魔 アクメ』 三和出版 <サンワコミックス> 2011年9月 ISBN 978-4-8835-6454-5
- 『ボクっ娘と白いお腹』 三和出版 <サンワコミックス> 2012年4月 ISBN 978-4-8835-6471-2
- 『ひやけせっくす絵日記』 三和出版 <サンワコミックス> 2013年6月 ISBN 978-4-8835-6490-3
- 『被虐教室』ティーアイネット <MUJIN COMICS> 2014年3月 ISBN 978-4-8877-4513-1
- 『マジメなのにひやけびっち』 三和出版 <サンワコミックス> 2014年11月 ISBN 978-4-7769-9033-8
- 『パパのせーきょーいく』ティーアイネット <MUJIN COMICS> 2015年10月 ISBN 978-4-88774-581-0
- 『めちゃしこひやけっこ』三和出版 <サンワコミックス> 2016年5月 ISBN 978-4-7769-9082-6
- 『草食少年が獣SEXにハマルまで』ティーアイネット <MUJIN COMICS> 2017年9月 ISBN 978-4-8877-4663-3
- 『未成熟びっち』三和出版 <サンワコミックス> 2018年2月 ISBN 978-4-7769-9126-7
- 『恥虐のうまみ』メディアックス <MDコミックスNEO> 2019年12月 ISBN 978-4-86674-608-1
- 『おへそのとこまで挿入ってる』三和出版 <サンワコミックス> 2020年3月 ISBN 978-4-7769-9183-0

### アンソロジー収録作品
成人向け作品
- 「木もれ陽」 『ひな缶1』 茜新社 <TENMAコミックス> 2002年1月 ISBN 978-4-8718-2483-5
- 「ごほうび下さい…。」 『ラストチャイルド』 茜新社 <TENMAコミックス> 2002年2月 ISBN 978-4-8718-2487-3
- 「温泉の火照りの後で」 『ひな缶2』 茜新社 <TENMAコミックス> 2002年4月 ISBN 978-4-8718-2495-8
- 「情と愛と欲の間」 『ひな缶3』 茜新社 <TENMAコミックス> 2002年6月 ISBN 978-4-8718-2506-1
- 「繋がり」 『ひな缶4』 茜新社 <TENMAコミックス> 2002年8月 ISBN 978-4-8718-2515-3
- 「金属ちんこ」 『小鳥館 2』 茜新社 <TENMAコミックス> 2009年9月 ISBN 978-4-8718-2528-3
- 「夜のくまさん」 『ひな缶5』 茜新社 <TENMAコミックス> 2002年10月 ISBN 978-4-8718-2534-4
- 「ガムテ」 『ひな缶6』 茜新社 <TENMAコミックス> 2002年11月) ISBN 978-4-8718-2545-0
- 「果実姉妹奮闘記」 『ひな缶7』 茜新社 <TENMAコミックス> 2003年1月 ISBN 978-4-8718-2557-3
- 「きょういく実習」 『ひな缶8』 茜新社 <TENMAコミックス> 2003年3月 ISBN 978-4-8718-2568-9
- 「徹夜でチュプチュプお勉強」 『ひな缶9』 茜新社 <TENMAコミックス> 2003年5月 ISBN 978-4-8718-2578-8
- 「ないしょ内緒のお泊まり会」 『ひな缶10』 茜新社 <TENMAコミックス> 2003年11月 ISBN 978-4-8718-2594-8
- 「THE INTERSTED PARTIES」 『お汁娘缶1』 茜新社 <TENMAコミックス> 2004年5月 ISBN 978-4-8718-2662-4
- 「今だけちょっとだけ」 『ANGEL HALO』 茜新社 <TENMAコミックス> 2005年3月 ISBN 978-4-8718-2727-0

### 単行本未収録作品
一般向け作品 ※きもと稲葉名義
- Final Ties（全3話、『ヤングキングアワーズ』1996年 - 1997年）
- ドラックレーサー（全4話、『ヤングキング』1996年 - 1997年）
- コスプレ刑事（全3話、『ヤングキングアワーズ』1997年 - 1998年）
- GET!（全4話、『ヤングキング』1999年）